# Saba (Iran)
Saba (Persiano: سبا, o latinizzato come Sabā; anche conosciuto come Dakān Sorkh) è un villaggio nel Distretto rurale di Vahdatiyeh, Distretto di Sadabad, shahrestān di Dashtestan, provincia di Bushehr in Iran. Nel censimento del 2006 la popolazione era di 107 abitanti, in 24 famiglie.